# Гринюк, Сергей Николаевич
Сергей Николаевич Гринюк (укр. Сергій Миколайович Гринюк; 3 мая 1967, Черновцы, УССР, СССР) — украинский бизнесмен, спортивный функционер. С 2020 года депутат Черновицкого городского совета.

## Биография
Окончил СШ № 23 и Черновицкий государственный университет (инженерно-технический факультет). Владелец фирмы «ГриКо».
В юношестве занимался футболом в ДЮСШ «Буковина», первый тренер — Михаил Кузьмин. Выступал в Чемпионате Черновицкой области за любительские команды «Гравитон», «Легмаш» и «Мебельщик».
Был президентом футзального клуба «Меркурий» (Черновцы). Который в сезоне — 2010/2011 стал бронзовым призёром первой лиги Украины. А вот в сезоне — 2011/2012 черновицкая футзальная команда стала лучшей в отечественной первой лиге и получила путевку в элиту украинского футзала, однако из-за финансовых проблем клуб отказался от выступлений.
С ноября 2014 до окончания 2017 года — президент футбольного клуба «Буковина» (Черновцы). Где главным его достижением стало сохранение клуба (который в сезоне 2014/15 переживал «не лучшие времена») и возвращение его (после сезона 2015/16) в состав команд первой лиги.